# クリミア自治共和国の国旗
ウクライナのクリミア自治共和国の国旗（クリミアじちきょうわこくのこっき）は、上から、青・白・赤の横線から成る。国旗における青と赤の占める部分は、それぞれ1/6で、白の部分は2/3である。独立宣言時の1992年より使われ、独立撤回後の1999年4月21日に正式に採択された。
ロシアおよび親ロシア派の支配下で2014年3月17日に再び独立を決議し、翌3月18日にロシアとの二国間条約でロシアに連邦構成主体として編入されたクリミア共和国も、引き続き自治共和国の国旗を使用している。

## 過去の国旗

クリミア人民共和国の旗（1917年～1918年）
クリミア地方政府の旗（1918年）
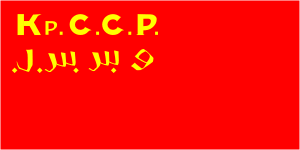
クリミア自治ソビエト社会主義共和国の旗（1921年）
クリミア自治ソビエト社会主義共和国の旗（1929年）
クリミア自治ソビエト社会主義共和国の旗（1938年）

## ソビエト崩壊後に提案された国旗図案

ソビエト崩壊後に提案された国旗図案（第1案）
ソビエト崩壊後に提案された国旗図案（第2案）
ソビエト崩壊後に提案された国旗図案（第3案）
ソビエト崩壊後に提案された国旗図案（第4案）